# NGC 4145
NGC 4145 (другие обозначения — UGC 7154, MCG 7-25-40, ZWG 215.42, KUG 1207+401, KCPG 324A, PGC 38693) — спиральная галактика в созвездии Гончих Псов. Открыта Уильямом Гершелем в 1789 году.
Галактика имеет бар, находящийся полностью внутри крупного балджа эллиптической формы. За пределами оптического радиуса галактики кривая вращения может быть отслежена только по спиральным рукавам, что может вносить неточности в параметры кривой вращения. Значения угла наклона галактики, оцениваемые по кинематике нейтрального водорода и по линии H-альфа различаются: в первом случае угол наклона получается 42°, во втором ― 65°. В галактике прослеживаются внешний и внутренний резонансы Линдблада, внутренний резонанс 4:1 и два радиуса коротации. Бар галактики не относится к быстро вращающимся.
Этот объект входит в число перечисленных в оригинальной редакции «Нового общего каталога».